# АТХ код V01
АТХ код V01 (англ. ATC code V01) «Аллергены» — раздел система буквенно-цифровых кодов Анатомо-терапевтическо-химической классификации, разработанных Всемирной организацией здравоохранения для классификации лекарств и других медицинских продуктов. Подгруппа V01 является частью группы препаратов V «Прочие лекарственные препараты».
Коды для применения в ветеринарии (ATCvet коды) могут быть созданы путём добавления буквы Q в передней части человеческого Код ATC: VA01.
Из-за различных национальных особенностей в классификацию АТС могут включаться дополнительные коды, которые отсутствуют в этом списке, который составлен Всемирной организацией здравоохранения.

## V01A Аллергены

### V01AA Аллергенов экстракт
- V01AA01 Аллергены птичьего пера
- V01AA02 Аллергены пыльцы травы
- V01AA03 Аллергены домашней пыли
- V01AA04 Аллергены грибов
- V01AA05 Аллергены пыльцы деревьев
- V01AA07 Аллергены насекомых
- V01AA08 Аллергены пищевые
- V01AA11 Аллергены животных
- V01AA20 Прочие препараты